# ジャン・ヴィゴ
ジャン・ヴィゴ（Jean Vigo, 1905年4月26日 - 1934年10月5日）は、フランス・パリ出身の映画監督。

## 来歴・人物
父親はジャーナリストのミゲル・アルメレイダ（本名ウジェーヌ・ヴィゴ）。父はアナーキストとして第一次世界大戦開戦前より対ドイツ外交において平和主義的立場を取るボネ・ルージュ紙を創刊し編集主幹を務め、ドイツの手先として極右組織アクション・フランセーズの格好の標的となっていた。1917年8月6日、アルメレイダは逮捕され、5日後の8月11日に獄中で首にひもを巻き付けられた状態で死亡し、自殺として処理された。暗殺されたという疑惑は当初から存在し、息子ジャン・ヴィゴは父の死を解明しようと務めていた。ジャン＝リュック・ゴダールの映画『映画というささやかな商売の栄華と衰退』にはジャン・ヴィゴをモデルにしたジャン・アルメレイダという人物が登場する。
父の死後、極右勢力による嫌がらせや脅迫は遺族へも及び、当時12歳だったジャンの家族は身を隠すように暮らしていた。高校に進むも学校をたらい回しにされ、クラスメイトには除け者にされた。そのためモンペリエに住む義理の祖父（母の再婚相手の父）で写真家でもあるガブリエル・オーベスに扶養されることになり、そこで彼にイメージの手ほどきを受けた。
1931年、26歳の時にポーランド出身のリドゥ・ロザンスカ（Lydu Lozinska）と結婚し、一人娘のリュース・ヴィゴをもうけた。
ジャン・ヴィゴは若い頃から肺結核を病んでおり、29歳の時に敗血症で死亡するが、その短い生涯でのちにフランスと世界の映画の将来の発展に大いに影響を与えることになる2本の劇映画『新学期・操行ゼロ』（1933）と『 アタラント号 』（1934）を残した。またそれ以前に、1920年代のニースの社会的不平等を題材にしたサイレント映画 『ニースについて』（1929）と、世界新記録を樹立した水泳選手のスポーツドキュメンタリー『水泳選手ジャン・タリス』の2本の記録映画を監督している。彼の2本の劇映画は検閲によって非愛国的とされ公開禁止処分を受け、パリの解放後まで上映は許可されなかった。
全部合わせて3時間と少しのフィルムしか残さず、フランス映画に大きく寄与したことが、「呪われた映画作家」と呼ばれ、詩人のアルチュール・ランボーと比較される。ヌーヴェルヴァーグの面々を始め多くの人々から敬愛を集めており、フランスでは彼の偉業にちなんで新人監督を対象としたジャン・ヴィゴ賞が設けられている。
4作品すべてカメラマンのボリス・カウフマンが撮影を担当している。

## 作品

### ドキュメンタリー映画
- ニースについて À propos de Nice（1930年） - サイレント映画。23分。
- 水泳選手ジャン・タリス Taris, roi de l'eau（1931年）  - トーキー。9分。

### 劇映画
- 新学期・操行ゼロ Zéro de conduite: Jeunes diables au collège（1933年） - トーキー。41分。
- アタラント号 L'Atalante（1934年） - トーキー。89分。

## 関連作品
- ヴィゴ - ジャン・ヴィゴの伝記映画。1998年制作。ジュリアン・テンプル監督、ジェイムズ・フレイン、ロマーヌ・ボーランジェ出演。